# Mallophora lecotricha
Mallophora lecotricha är en tvåvingeart som beskrevs av Carrera och Andretta 1953. Mallophora lecotricha ingår i släktet Mallophora och familjen rovflugor.
Artens utbredningsområde är Peru. Inga underarter finns listade i Catalogue of Life.